# Sleep (SID單曲)
sleep（日语：スリープ）為日本視覺系樂團SID的主流單曲第五張作品。在2010年3月3日由唱片公司キューンレコード販售。

## 概要
- 初回盤的A、B版本收錄不同的影像作品、舞台中的影像則收錄於DVD的附屬。

## 收錄曲
1. sleep [4:41]
  - 作詞：マオ、作曲：御恵明希、編曲：シド・CHOKKAKU

日本電視台系列「スッキリ!!」3月主題曲。
2. 歌姫 [3:14]
  - 作詞：マオ、作曲：Shinji、編曲：シド

歌詞作者マオ以玩耍的心情、讓歌詞的旋律以結尾令完結。
3. 合鍵（Live from SID TOUR 2009 hikari） [5:35]
  - 作詞：マオ、作曲：御恵明希、編曲：シド・sakura

## 收錄Album 專輯
- 『dead stock』（#1）